# اتو فایستر
اتو فایستر (انگلیسی: Otto Pfister؛ زادهٔ ۲۴ نوامبر ۱۹۳۷) بازیکن و مربی فوتبال اهل آلمان بود.
از باشگاه‌هایی که در آن بازی کرده‌است می‌توان به باشگاه فوتبال فادوتس، باشگاه فوتبال سنت گالن، و باشگاه فوتبال کیاسو اشاره کرد.